# Isla Mayor
Isla Mayor er en by og kommune i det sydlige Spanien i provinsen Sevilla. Den har et indbyggertal på 5.781 (2024) indbyggere.